# Kača
Kača (in ucraino e in russo Кача?; in tataro di Crimea: Qaçı) è un insediamento urbano sotto la giurisdizione della città di Sebastopoli, un territorio riconosciuto dalla maggior parte dei paesi come parte dell'Ucraina ma de facto annesso alla Russia come parte del Circondario federale della Crimea.
Il 21 novembre 1910 venne aperta a Kača la prima scuola di volo per piloti militari dell'Impero russo, e ancora oggi vi si trova un aeroporto militare, attualmente utilizzato dall'aviazione navale della Flotta del Mar Nero. Alla cittadina è dedicato l'asteroide 2760 Kacha.